# توماس بيرك (رسام)
توماس بيرك (بالإنجليزية: Thomas Burke)‏ هو رسام أيرلندي، ولد في 1749 في دبلن في جمهورية أيرلندا، وتوفي في 31 ديسمبر 1815 في لندن في المملكة المتحدة.